# Converse (Indiana)
Converse – miasto w Stanach Zjednoczonych, w stanie Indiana, w hrabstwie Miami.